# 闵小芬
闵小芬（？—）是中国琵琶演奏家及声乐家，因对中国传统音乐、当代古典音乐和爵士乐所做的贡献而知名。
她跟随她的父亲闵季骞学习。闵季骞是南京大学的教授和琵琶导师，并在1980-1992年在南京国家乐团担任琵琶独奏。
1992年，闵小芬移民到美国，首先在旧金山落脚。从那以后，她曾与众多当代作曲家合作，包括陈怡、周龙、卡尔·斯通、安东尼·德·瑞蒂斯（Anthony De Ritis）、马克·巴蒂尔和约翰·佐恩。她还与爵士萨克斯演奏家简·艾拉·布卢姆合作过。
闵小芬居住在纽约市皇后区的森林小丘。她还是蓝琵琶公司（Blue Pipa, Inc）的创始人。
闵小芬还与比约克合作了歌曲《我知道你是谁了》（I See Who You Are）。该歌曲被收录在比约克的专辑《沃尔特》中，并于2007年5月7日发行。

## 作品目录
- 《月亮升起》（The Moon Rising）（Cala）
- 《春、江、花、月、夜》（Spring, River, Flower, Moon, Night）（Asphodel）
- 《Socket》（Amulet）

### 采访
- 闵小芬访谈，《全球旋律（英语：Global Rhythm）》杂志，2008年8月
- 迈克·贺飞（Mike Heffley）对闵小芬的采访 （页面存档备份，存于）

### 聆听
- 闵小芬广播节目 （页面存档备份，存于）